# Sinagoga Paradesi
La Sinagoga Paradesi o Pardesi, en Cochín, Kerala, construida en 1568 es la más antigua de las que aún están en uso en la India. Establecida por judíos sefardíes procedentes de familias de Alepo, Safed y otras localidades de Medio Oriente, se halla adyacente al Palacio de Mattāncheri. En 1662 sufrió un incendio, siendo reconstruida en 1664, durante el inicio del dominio de la Compañía Neerlandesa de las Indias Orientales que ocupó el fuerte a los portugueses (establecidos desde 1503) en 1663. El conjunto incluye una torre del reloj de estilo neerlandés de la segunda mitad del siglo XVIII, rollos de la Torá con decoraciones en oro y plata y valiosos objetos rituales, entre los que descuellan por su gran antigüedad y valor histórico, placas de cobre del siglo IV en las que están inscritas la carta de independencia de la comunidad y los privilegios otorgados a la comunidad judía por el rajá de Cochín.